# Clayton Laurent
Clayton Laurent (* 18. Juli 1990 auf den Amerikanischen Jungferninseln) ist ein Amateurboxer im Superschwergewicht (über 91 Kilo).

## Karriere
Bereits 2007 nahm Laurent, noch 17-jährig, an den Weltmeisterschaften teil, verlor aber bereits im ersten Kampf gegen Azer Mamadov, Aserbaidschan (TKO 3.). 2008 nahm er dann am amerikanischen Olympiaqualifikationsturnier teil, verlor aber im Halbfinale gegen Michael Hunter, Vereinigte Staaten (25:5).
Bei den Weltmeisterschaften 2009 gewinnt Laurent zwar seinen ersten Kampf den Olympiateilnehmer Onorede Ehwareme, Nigeria (10:8), schied dann aber im Achtelfinale gegen Primislav Dimovski, Mazedonien (12:0), aus. Auch die Zentralamerika- und Karibikspiele 2010 endeten für Laurent bereits frühzeitig. Nach einem Sieg im Achtelfinale unterliegt er im Viertelfinale Gilton Benjey Zimmerman, Niederländische Antillen (3:0). 2011 gelingt Laurent nach zwei vergeblichen Versuchen, u. a. scheitert er knapp an Ítalo Perea, Ecuador (15:14), die Qualifikation für die Panamerikanischen Spiele 2011, bei denen er dann aber bereits im ersten Kampf gegen Gerardo Bisbal, Puerto Rico (20:11), ausschied. Beim amerikanischen Olympiaqualifikationsturnier 2012 unterlag Laurent im ersten Kampf dem Brasilianer Gidelson Oliveira (16:11).
2014 nahm Laurent zum zweiten Mal an den Zentralamerika- und Karibikspielen teil und unterlag im ersten Kampf Yoandris Toirac. Kuba, mit 3:0 Punktrichterstimmen. Auch bei den Panamerikanischen Spielen 2015 verlor er im ersten Kampf gegen Rafael Lima, Brasilien (2:1). 2015 wurde Laurent von den Puerto Rico Hurricans drei Mal in der World Series of Boxing eingesetzt und konnte alle drei gewinnen. U.a. schlug er Edgar Muñoz, Venezuela (3:0), und Guido Vianello, Italien (2:1). Nach diesen Erfolgen folgte 2016 der bisher größte Erfolg in der Karriere Laurents: Bei amerikanischen Olympiaqualifikationsturnier gewann er seinen ersten Kampf gegen Aaron Huggins, Kanada (3:0), bevor er im Halbfinale gegen Lenier Pero, Kuba (3:0), verlor. Die beiden Gewinner des Halbfinals waren für die Olympischen Spiele 2016 in Rio de Janeiro qualifiziert, die beiden Verlieren mussten um den verbliebenen Qualifikationsplatz kämpfen. In diesem Kampf stand Laurent dem Argentinier Kevin Espindola gegenüber, den er eindrucksvoll durch K. o. in der ersten Runde schlug und sich somit für die Olympischen Spiele qualifizierte.
Dort traf Laurent in seinem ersten Kampf auf den Deutschen Erik Pfeifer und schlug ihn nach Punkten. Dann hatte Laurent großes Pech, als er bereits in seinem nächsten Kampf gegen den starken französischen Weltmeister von 2015 Tony Yoka antreten musste, gegen den er chancenlos war (Yoka wurde bei jenen olympischen Spielen Olympiasieger).